# Rédené
Rédené (bretonisch Redene) ist eine französische Gemeinde in der Region Bretagne im Département Finistère mit 2999 Einwohnern (Stand 1. Januar 2022). Lorient liegt 15 Kilometer (km)  südöstlich, Quimper 50 Kilometer nordwestlich und Paris etwa 460 Kilometer nordöstlich. 

## Verkehr
Bei Quimperlé und Quéven befinden sich die nächsten Abfahrten an der Schnellstraße E 60 (Nantes-Brest). In Quimperlé und Lorient gibt es Bahnhöfe.

## Bevölkerungsentwicklung

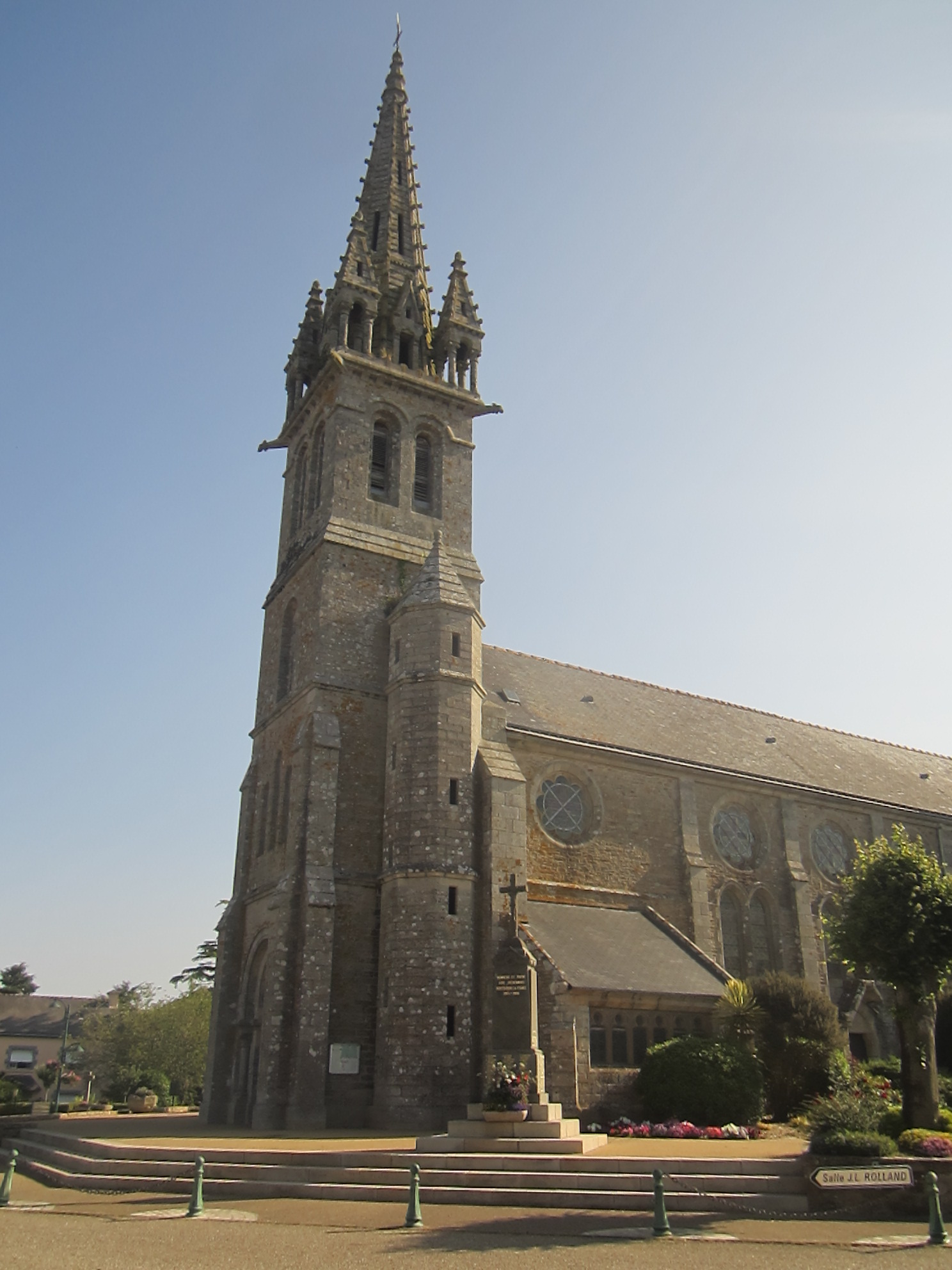
Kirche Notre-Dame-de-Lorette

| Jahr                       | 1962 | 1968 | 1975 | 1982 | 1990 | 1999 | 2007 | 2017 |
| Einwohner                  | 1034 | 1053 | 1759 | 2112 | 2383 | 2313 | 2684 | 2908 |
| Quellen: Cassini und INSEE |      |      |      |      |      |      |      |      |